# Praga Lady
Praga Lady a cseh Praga autógyár által az 1935 és 1946 közötti években gyártott személygépkocsi-család.

## Története
A Praga Mignon gyártásának befejezését követően 1935-ben kezdték el az új személygépkocsi-család, a Praga Lady sorozatgyártását. Az 1447 cm³-es, 28 lóerős motorral és háromfokozatú váltóval felszerelt jármű végsebessége elérte a 100 km/h-t. Átlagos 100 kilométerenkénti üzemanyagfogyasztása 11 liter volt. A középkategóriás személygépkocsi négyajtós, ötüléses, legömbölyített vonalú karosszériával rendelkezett. 1936-ban nagyobb teljesítményű, 1660 cm³-es, 35 lóerős motorral látták el, javítva ezáltal a továbbra is 100 km/órás végsebesség elérésére képes jármű gyorsulási képességét, melynek üzemanyagfogyasztása 12 l/100 km-re emelkedett. Az 1937-es új sorozat nemcsak elegánsabb karosszériájával hívta fel magára a figyelmet, hanem technikai újdonságaival is, miszerint egyes darabjait automatikus váltóval szerelték fel. Gyártását 1946-ban fejezték be.